# Johannes de Doperkerk (Kilder)
De Johannes de Doperkerk, ook wel de Sint-Jan of Jan de Doperkerk, is een rooms-katholieke kerk in de Nederlandse plaats Kilder in de gemeente Montferland, in de streek Liemers. 

## Geschiedenis
De kerk is in 1886 gebouwd, waarbij Johannes de Doper als patroonheilige werd aangenomen. Voordat deze kerk werd gebouwd, waren de inwoners van Kilder tot 1854 aangewezen op de Sint-Oswalduskerk van Zeddam en in de dertig jaar erna op de Sint-Maartenskerk in Wehl. Als locatie voor de kerk werd gekozen een punt centraal in de parochie, nabij het Hagelkruis van Kilder. Op 17 juni 1886 werd de kerk geconsacreerd door de aartsbisschop van Utrecht, Petrus Matthias Snickers.
De kerk was ontworpen door Alfred Tepe in neogotische stijl. Boven de ingang, die in de toren verwerkt is, is een groot spitsboogvenster aanwezig. De toren wordt bekroond met een naaldspits en geflankeerd door een traptoren. In de kerk zijn diverse gebrandschilderde ramen aanwezig. 
Voor de kerk staat aan de linker kant van de kerk een Heilig Hartbeeld. Rechts naast de pastorie staat een beeld van Maria Koningin van de Vrede, dat op 18 augustus 1946 door de parochianen geschonken is bij gelegenheid van het 60-jarig bestaan van de parochie en uit dankbaarheid dat Kilder gespaard was in de oorlog.
De kerk is een gemeentelijk monument, net zoals de naastgelegen pastorie.

### De kerk nu
De kerk is deel van de parochie H. Gabriël. In mei 2017 werd duidelijk dat de parochie ging bezuinigen en de kerk in Kilder dicht ging vanwege de teruglopende bezoekers aantallen. In 2019 werd de kerk definitief gesloten en kon de kerk alleen nog gebruikt worden voor begrafenissen en belangrijke gebeurtenissen van Kilder bijvoorbeeld de Kermis. Anno maart 2020 is de kerk nog wel in gebruik bij de parochie maar niet meer voor diensten. Wel vindt er catechese plaats en organiseert de parochie pastoraat.